# Klaus Croissant
Klaus Croissant, né le 24 mai 1931 à Kirchheim unter Teck et mort le 28 mars 2002 à Berlin, est un avocat allemand. Sympathisant de la Fraction armée rouge et avocat de ses chefs Ulrike Meinhof et Andreas Baader, il fut emprisonné pour avoir collaboré avec l'organisation terroriste. Après sa libération de prison, il fut recruté par la Stasi (le service de police politique et de renseignements de la République démocratique allemande). Il fut candidat sans succès à la mairie de Kreuzberg sur la liste alternative et entra au Parti du socialisme démocratique en 1990.

## Biographie
Le journal Freitag le décrit comme un avocat pour qui la justice n'était en quelque sorte qu'une branche de la politique et qui n'avait jamais distingué nettement les limites entre la défense de ses clients et son engagement idéologique.

### De 1968 à 1975
Avocat en affaires courantes, il commence à prendre la défense de militants politiques en 1968 à la suite des procédures judiciaires impliquant le mouvement étudiant en République fédérale d'Allemagne. En 1971, il est appelé à défendre des membres de la Fraction armée rouge (RAF) ou « Groupe Baader-Meinhof ».

### De 1975 à 1980
Il défend entre autres Ulrike Meinhof et Andreas Baader dans leurs procès et sera l'exécuteur testamentaire de la première. Comme l'ont fait aussi d'autres avocats de la Fraction armée rouge, il a aidé les détenus à maintenir leurs communications internes en transmettant leurs instructions depuis leurs cellules. Pour cette raison, il est accusé par le procureur Rebmann d'avoir « organisé dans son cabinet la réserve opérationnelle du terrorisme ouest-allemand » et la police l'arrête le 23 juin 1975. Il est cependant mis en liberté sous caution et en profite, le 11 juillet 1977, pour s'enfuir en France où il demande l'asile politique. Il n'en est pas moins arrêté le 30 septembre 1977. Se développe alors une campagne contre son emprisonnement, à laquelle participent notamment Jean-Paul Sartre et Michel Foucault. Dans une tribune publiée dans Le Monde le 2 novembre 1977, Gilles Deleuze et Félix Guattari écrivent :

« Trois choses nous inquiètent immédiatement : la possibilité que beaucoup d'hommes de gauche allemands dans un système organisé de délation, voient leur vie devenir intolérable en Allemagne, et soient forcés de quitter leur pays. Inversement, la possibilité que Me Croissant soit livré, renvoyé en Allemagne où il risque le pire, ou bien, simplement expulsé dans un pays de son « choix » qui ne l'accepterait pas davantage. Enfin, la perspective que l'Europe entière passe sous ce type de contrôle réclamé par l'Allemagne. »

Malgré ces soutiens il est remis le 17 novembre 1977 aux autorités judiciaires de la République fédérale d’Allemagne et, finalement, condamné pour soutien à une association terroriste à deux ans de prison, ce que le journal belge Le Soir qualifie de « peine légère pour une affaire de terrorisme ».
Le romancier et dramaturge Pierre Bourgeade a écrit : « Je crois que la livraison de Klaus Croissant aux autorités allemandes est l'acte le plus indigne qui ait été commis par la France depuis l'Occupation, où on livrait juifs et communistes à ces mêmes autorités sous le gouvernement de Vichy. Le délectable avilissement devant la dure Allemagne est une constante de la bourgeoisie française, dont la fine fleur, dans son expression la plus féminine se trouve actuellement à l'Élysée. »
Le Conseil d’État entérine l'extradition dans l'arrêt Croissant du 7 juillet 1978, devenu l'un des « Grands arrêts ».

### De 1980 à 2002
Après sa libération, il commence à travailler pour la Stasi, qui en 1981 l'embauche comme collaborateur sous le nom de code « IM Thaler » (Reg. numéro XV / 5231/81). Il recrute lui-même pour la Stasi sa compagne Brigitte Heinrich, rédactrice au Tageszeitung et plus tard députée européenne du parti des Verts.
En 1992, après la réunification allemande (1989), son activité à la Stasi est rendue publique. On découvre qu'il avait perçu au moins 71 000 marks pour son activité. Pour cette raison il passe de nouveau devant les tribunaux et, le 4 mars 1993, il est condamné à un an et neuf mois de prison avec sursis par la chambre criminelle du tribunal de Berlin, peine très inférieure à ce que réclamait le ministère public ; sans doute l'Allemagne voulait-elle tourner la page.
La plus grande partie de ses relations et amis jugent alors plus prudent de rompre avec lui, sans que lui même comprenne en quoi le fait d'avoir collaboré avec les services secrets de « la meilleure des Allemagnes » était condamnable.
Il déclarait entre autres : « Ich halte die DDR auch heute noch, rückblickend, für den besseren deutschen Staat, und ich meine, es ist kein Zufall, daß Leute wie Bert Brecht, Helene Weigel, John Heartfield und viele andere dort eine neue Heimat gefunden haben » (« en revoyant le passé je considère encore aujourd’hui la RDA comme le meilleur État allemand et je pense que ce n’est pas un hasard si des gens comme Bertolt Brecht, Helene Weigel, John Heartfield et tant d’autres s’y sont trouvé une nouvelle patrie »). Il n'arrivait donc pas à comprendre comment une telle attitude pouvait lui valoir l'ostracisme chez des gens qui étaient pourtant à gauche.